# Bear River
La Bear River ou littéralement en français la Rivière de l'Ours est une rivière longue d'environ 560 km du sud-ouest du Wyoming, du sud-est de l'Idaho et du nord de l'Utah, aux États-Unis. C'est le principal tributaire du Grand Lac Salé. Il draine une région de montagnes et de vallées agricoles située au sud de la plaine de la rivière Snake et à l'est du lac.

## Cours
Le cours de la rivière Bear a la forme d'un grand U inversé formant le contour de l'extrémité nord des Montagnes Wasatch. La rivière prend naissance à la confluence de plusieurs ruisseaux sur le flanc nord des montagnes Uinta dans le nord-est de l'Utah. Elle coule en direction du nord et serpente le long de la frontière Utah-Wyoming. Elle prend ensuite une direction nord-ouest, entre dans l'Idaho et arrose la ville de Montpelier. À Soda Springs la rivière tourne brusquement vers le sud. Elle entre à nouveau dans l'Utah et serpente en direction du sud. Son cours y est barré et donne naissance au réservoir de Cutler. Elle reçoit au niveau de celui-ci la Little Bear River. Elle  poursuit sa route vers le sud et reçoit la rivière Malad juste avant de se jeter dans les vasières d'une grande baie située sur le côté est du Grand Lac Salé.

## Débits
Le débit moyen de la Bear River à son embouchure est de 64 m³/s sur la période 1969-2008. La lame d'eau écoulée annuellement sur son bassin versant s'élève donc à 110 mm.
Les valeurs records mesurées pour le débit sont de 418  m³/s le 19 mai 1984 et 0,65  m³/s le 30 juillet 2004.

## Personnalités liées
- Alexander Toponce (1838-1923) pionnier américain

## Utilisation des eaux et zone protégée
Il est fait un usage intensif des eaux de la Bear River pour les besoins de l'irrigation dans les vallées agricoles qu'elle traverse. Les 16 derniers km de son cours sont une zone protégée et appartiennent au Refuge des oiseaux migrateurs de la Bear River.